# Anna Seidel
Anna Seidel (Dresden, 31 maart 1998) is een Duits shorttrackster.

## Biografie
Seidel werd geboren in Dresden en begon op 9-jarige leeftijd met shorttracken. In de zomer van 2016 brak ze een ruggenwervel en moest vier maanden herstellen.
Seidel vertegenwoordigde Duitsland op de Olympische Winterspelen 2014, 2018 en 2022. Verder deed ze mee aan de Olympische Jeugdwinterspelen 2016, wereldkampioenschappen en Europese kampioenschappen. Op de Europese kampioenschappen in 2018 en 2020 won Seidel brons op een individuele afstand. In 2021 werd Seidel tweede in het eindklassement op de EK, achter Suzanne Schulting. In de voorbereiding op de WK van 2021 raakte Seidel tijdens een training zwaar geblesseerd en moest ze afzeggen voor het toernooi.

## Referentie
1. ↑  Profiel op isu.com
2. ↑  Anna Seidel raakt zwaar geblesseerd en moet WK missen. Schaatsen.nl. Gearchiveerd op 3 maart 2021. Geraadpleegd op 22 maart 2021.